# Camarasa
Pour les articles homonymes, voir Camarasa (homonymie).
Camarasa est une commune de la province de Lérida, en Catalogne, en Espagne, de la comarque de Noguera.